# Carlo Federico di Hohenzollern-Sigmaringen
Carlo Federico di Hohenzollern-Sigmaringen (Sigmaringen, 9 gennaio 1724 – Krauchenwies, 20 dicembre 1785) è stato principe di Hohenzollern-Sigmaringen dal 1769 al 1785.

## Biografia

### Infanzia ed educazione

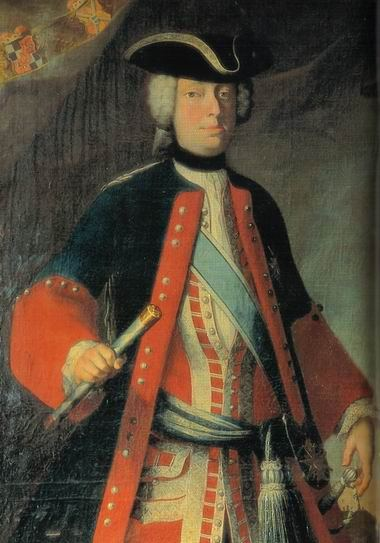
Giuseppe Federico Ernesto di Hohenzollern-Sigmaringen in un ritratto d'epoca

Carlo Federico era figlio del Principe Giuseppe Federico Ernesto di Hohenzollern-Sigmaringen e della sua prima moglie, Maria Francesca di Öttingen-Spielberg, figlia del principe Francesco Alberto di Öttingen-Spielberg.
Cresciuto presso la corte di Monaco di Baviera, venne successivamente trasferito alle università di Friburgo in Brisgovia, Gottinga e Ingolstadt.
Dal 1746 iniziò il proprio Grand Tour attraverso l'Austria e l'Italia, cogliendo l'occasione per visitare diverse aziende agricole che gli diedero modo di implementare poi l'agricoltura in patria.

### Matrimonio

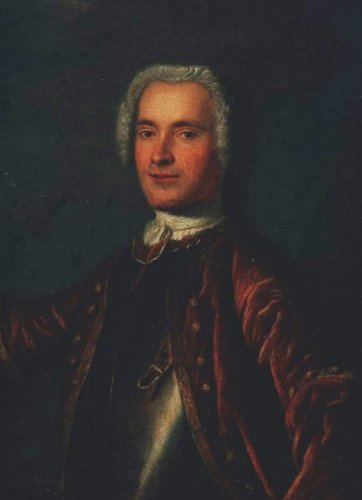
Francesco Guglielmo di Hohenzollern-Berg

Carlo Federico sposò il 2 marzo 1749 Giovanna di Hohenzollern-Berg (1727-1787), figlia di Francesco Guglielmo di Hohenzollern-Berg (1704-1737).

### Principe di Hohenzollern-Sigmaringen

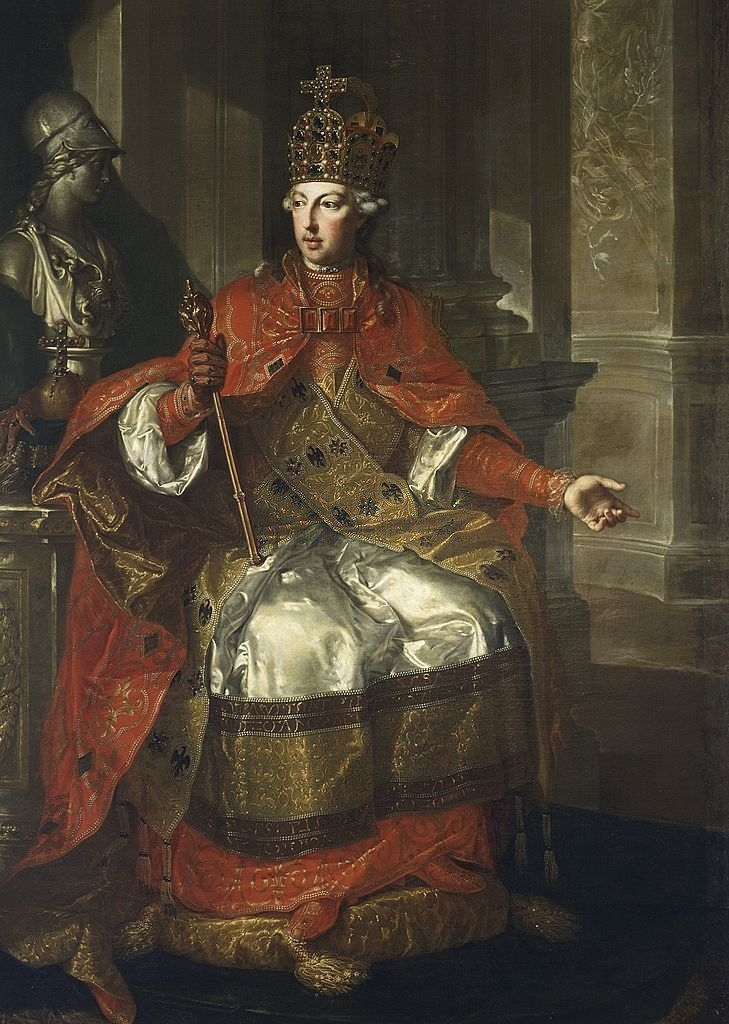
left!Giuseppe II d'Asburgo-Lorena con gli abiti dell'incoronazione imperiale

Carlo Federico nel 1769 ereditò il trono paterno e successivamente venne nominato da Giuseppe II d'Asburgo-Lorena Ciambellano del Sacro Romano Impero e Feldmaresciallo Luogotenente della circoscrizione sveva.

### Morte
Il principe Carlo Federico morì il 20 dicembre 1785 a Krauchenwies.

## Discendenza
Carlo Federico e Giovanna di Hohenzollern-Berg ebbero i seguenti eredi:
- Federico (*/† 1750)
- Giovanni (*/† 1751)
- Antonio (*/† 1752)
- Fedele (1752–1753)
- Maria (1754–1755)
- Gioacchino (1755–1756)
- Giuseppe (1758–1759)
- Francesco (1761–1762)
- Antonio Luigi (1762-1831), Principe di Hohenzollern-Sigmaringen

∞ 1782 Principessa Amalia Zefirina di Salm-Kyrburg (1760–1841)
- Carolina (*/† 1763)
- Giovanna Francesca (1765–1790)

∞ 1781 Principe Federico III di Salm-Kyrburg (1745–1794)
- Maria Crescenzia (1766–1844)

∞ 1807 Conte Franz Xaver Nikolaus Fischler von Treuberg (1775–1835)

## Ascendenza
|                                                       |   |                                | Genitori |  |  | Nonni |  |  | Bisnonni                                 |  |  | Trisnonni                              |  |
|                                                       |   |                                |          |  |  |       |  |  | Massimiliano di Hohenzollern-Sigmaringen |  |  | Mainardo I di Hohenzollern-Sigmaringen |  |
|                                                       |   |                                |          |  |  |       |  |  | Massimiliano di Hohenzollern-Sigmaringen |  |  | Mainardo I di Hohenzollern-Sigmaringen |  |
|                                                       |   | Anna Maria di Toerring-Seefeld |          |  |  |       |  |  | Massimiliano di Hohenzollern-Sigmaringen |  |  |                                        |  |
| Mainardo II di Hohenzollern-Sigmaringen               |   |                                |          |  |  |       |  |  | Massimiliano di Hohenzollern-Sigmaringen |  |  |                                        |  |
|                                                       |   | Maria Clara di Berg            | …        |  |  |       |  |  |                                          |  |  |                                        |  |
|                                                       |   | Maria Clara di Berg            | …        |  |  |       |  |  |                                          |  |  |                                        |  |
|                                                       |   | Maria Clara di Berg            | …        |  |  |       |  |  |                                          |  |  |                                        |  |
| Giuseppe Federico Ernesto di Hohenzollern-Sigmaringen |   | Maria Clara di Berg            |          |  |  |       |  |  |                                          |  |  |                                        |  |
|                                                       |   | Antonio II di Montfort         | …        |  |  |       |  |  |                                          |  |  |                                        |  |
|                                                       |   | Antonio II di Montfort         | …        |  |  |       |  |  |                                          |  |  |                                        |  |
|                                                       |   | Antonio II di Montfort         | …        |  |  |       |  |  |                                          |  |  |                                        |  |
| Giovanna di Montfort                                  |   | Antonio II di Montfort         |          |  |  |       |  |  |                                          |  |  |                                        |  |
|                                                       |   | …                              | …        |  |  |       |  |  |                                          |  |  |                                        |  |
|                                                       |   | …                              | …        |  |  |       |  |  |                                          |  |  |                                        |  |
|                                                       |   | …                              | …        |  |  |       |  |  |                                          |  |  |                                        |  |
| Carlo Federico di Hohenzollern-Sigmaringen            |   | …                              |          |  |  |       |  |  |                                          |  |  |                                        |  |
|                                                       | … | …                              |          |  |  |       |  |  |                                          |  |  |                                        |  |
|                                                       | … | …                              |          |  |  |       |  |  |                                          |  |  |                                        |  |
|                                                       | … | …                              |          |  |  |       |  |  |                                          |  |  |                                        |  |
| Francesco Alberto di Öttingen-Spielberg               | … |                                |          |  |  |       |  |  |                                          |  |  |                                        |  |
|                                                       |   | …                              | …        |  |  |       |  |  |                                          |  |  |                                        |  |
|                                                       |   | …                              | …        |  |  |       |  |  |                                          |  |  |                                        |  |
|                                                       |   | …                              | …        |  |  |       |  |  |                                          |  |  |                                        |  |
| Maria di Öttingen-Spielberg                           |   | …                              |          |  |  |       |  |  |                                          |  |  |                                        |  |
|                                                       |   | …                              | …        |  |  |       |  |  |                                          |  |  |                                        |  |
|                                                       |   | …                              | …        |  |  |       |  |  |                                          |  |  |                                        |  |
|                                                       |   | …                              | …        |  |  |       |  |  |                                          |  |  |                                        |  |
| Johanna Margarethe von Schwendi                       |   | …                              |          |  |  |       |  |  |                                          |  |  |                                        |  |
|                                                       |   | …                              | …        |  |  |       |  |  |                                          |  |  |                                        |  |
|                                                       |   | …                              | …        |  |  |       |  |  |                                          |  |  |                                        |  |
|                                                       |   | …                              | …        |  |  |       |  |  |                                          |  |  |                                        |  |
|                                                       |   | …                              |          |  |  |       |  |  |                                          |  |  |                                        |  |